# Grand-Saconnex
Grand-Saconnex là một đô thị của bang Genève, Thụy Sĩ. Đô thị này nằm ở phía tây thành phố Genève và cấu thành một phần của vùng đô thị Genève. Nhiều cơ quan quốc tế và Liên hiệp quốc đóng ở đây. Do đó, dân ở đây có quốc tịch đa dạng..
Grand Saconnex kết nghĩa với thị xã Carantec thuộc Bretagne ở phía tây nước Pháp.